# Эмбрион (фильм)
Эмбрион (англ. Progeny, США, 1998) — американский фантастический фильм ужасов режиссёра Брайана Юзны. Премьера фильма состоялась 14 мая 1998 года. Фильм также известен под названием Потомство особей.

## Сюжет
Молодая пара Крейг и Шерри хотят завести ребёнка. В одну прекрасную ночь спальня супругов озаряется голубым сиянием, в результате чего оба супруга теряют сознание. Через два часа сознание к ним возвращается, однако память, вместившая в себя эти два часа, стёрлась. Наконец Шерри узнаёт хорошую новость — она беременна. Но и её и супруга смущает один факт — зачатие произошло в ночь на 20 сентября, именно в тот день, когда они потеряли сознание. К тому же с Крейгом начали происходить непонятные вещи: он плохо спит, видит странные кошмары и видения. Тогда супруги решают и Крейг обращается к психологу, который проводит сеанс гипноза. Гипноз открыл страшную весть — в то время, когда супруги потеряли сознание, Шерри была похищена инопланетянами, а зачатие произошло с их участием. Этот факт подтверждается и странным поведением самой Шерри: то она сообщает, что её ребёнок уже на столь малом сроке беременности шевелится, то прикладывает лёд к животу и говорит что ребёнку нужен холод.
Крейг решается на опасное мероприятие — он связывается с известным исследователем и уфологом Клэвеллом и готовится к хирургическому извлечению эмбриона.

## В ролях
- Арнольд Вослу — Крейг
- Джиллиан МакУиртер — Шерри
- Брэд Дуриф — Клэвелл